# Wrąbczynkowskie Holendry
Wrąbczynkowskie Holendry (dawniej: Holendry Wrąbczyńskie) – wieś w Polsce położona w województwie wielkopolskim, w powiecie wrzesińskim, w gminie Pyzdry.

## Historia
Wieś powstała, jako olęderska w latach 1761-1793 (najpewniej w 1787), wraz z 46 innymi olęderskimi osadami, np. pobliskimi Zapowiednią, czy Walgą. Mieszkańcy, cieszący się dużą wolnością osobistą, tworzyli stosunkowo zamkniętą społeczność zarządzaną przez demokratyczny samorząd. Utrzymywali dobre kontakty z sąsiadami – Polakami i Żydami. Większość Olędrów została wysiedlona w 1945, jako ludność niemiecka. W 1931 powstała w osadzie szkoła podstawowa, istniejąca przez 92 lata, zamknięta w 2023 roku. 
W latach 1975–1998 miejscowość administracyjnie należała do województwa konińskiego.

## Gospodarka
Z uwagi na słabe gleby rolnictwo nie jest tu silnie reprezentowane, mieszkańcy trudnią się natomiast wikliniarstwem. Rozwija się turystyka, w tym wędkarstwo i grzybobrania (lasy Puszczy Pyzdrskiej). 

## Zabytki
We wsi stoi dawna kantorówka protestancka (obecnie kaplica katolicka) z 1890, pamiątka olęderskiej przeszłości osady. Istnieje tu też XIX-wieczna, kryta strzechą chałupa chłopska. W pobliżu kaplicy znajdują się pozostałości cmentarza protestanckiego z licznymi resztkami nagrobków.

## Galeria

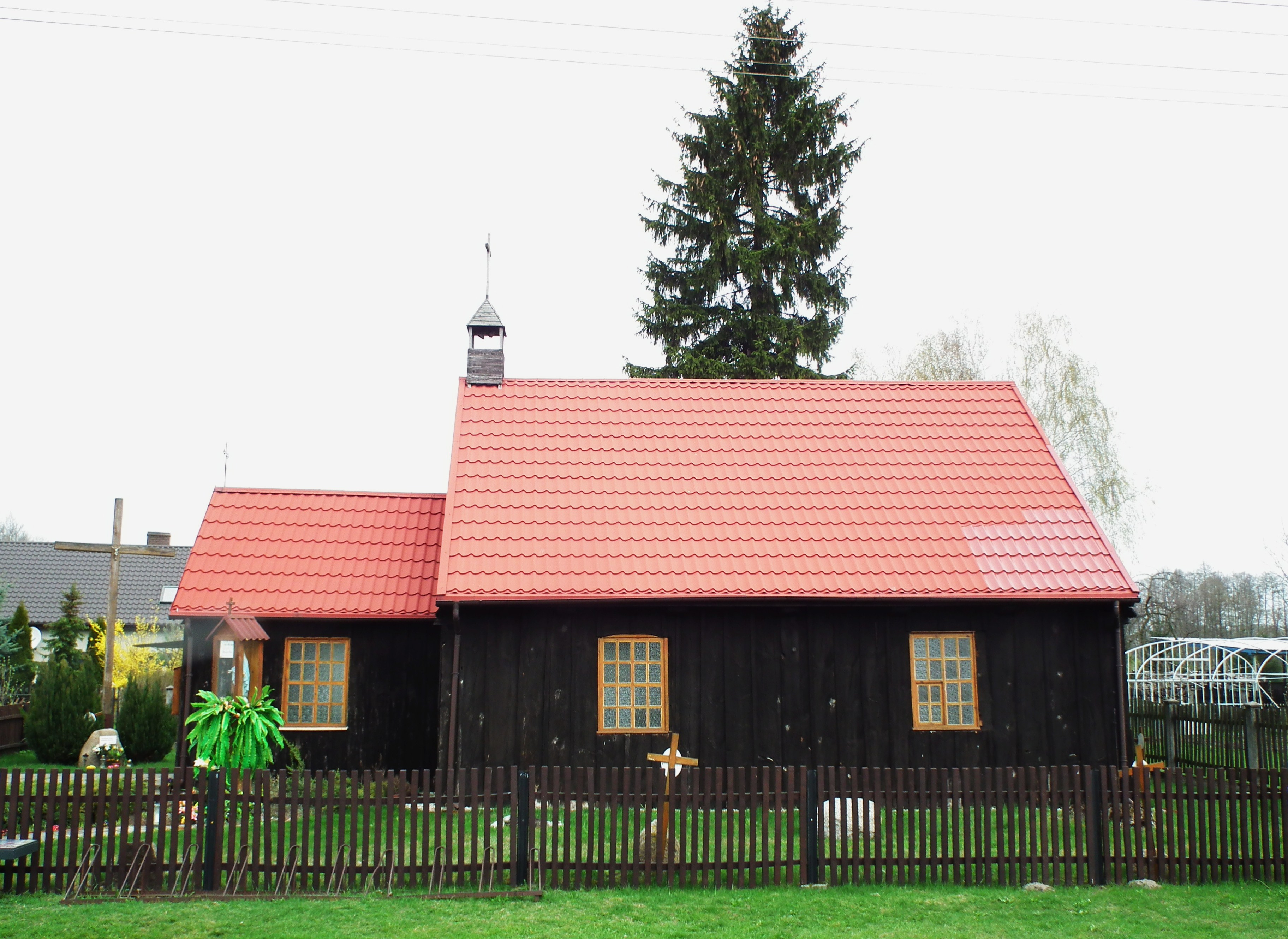
Kaplica poprotestancka
Cmentarz protestancki
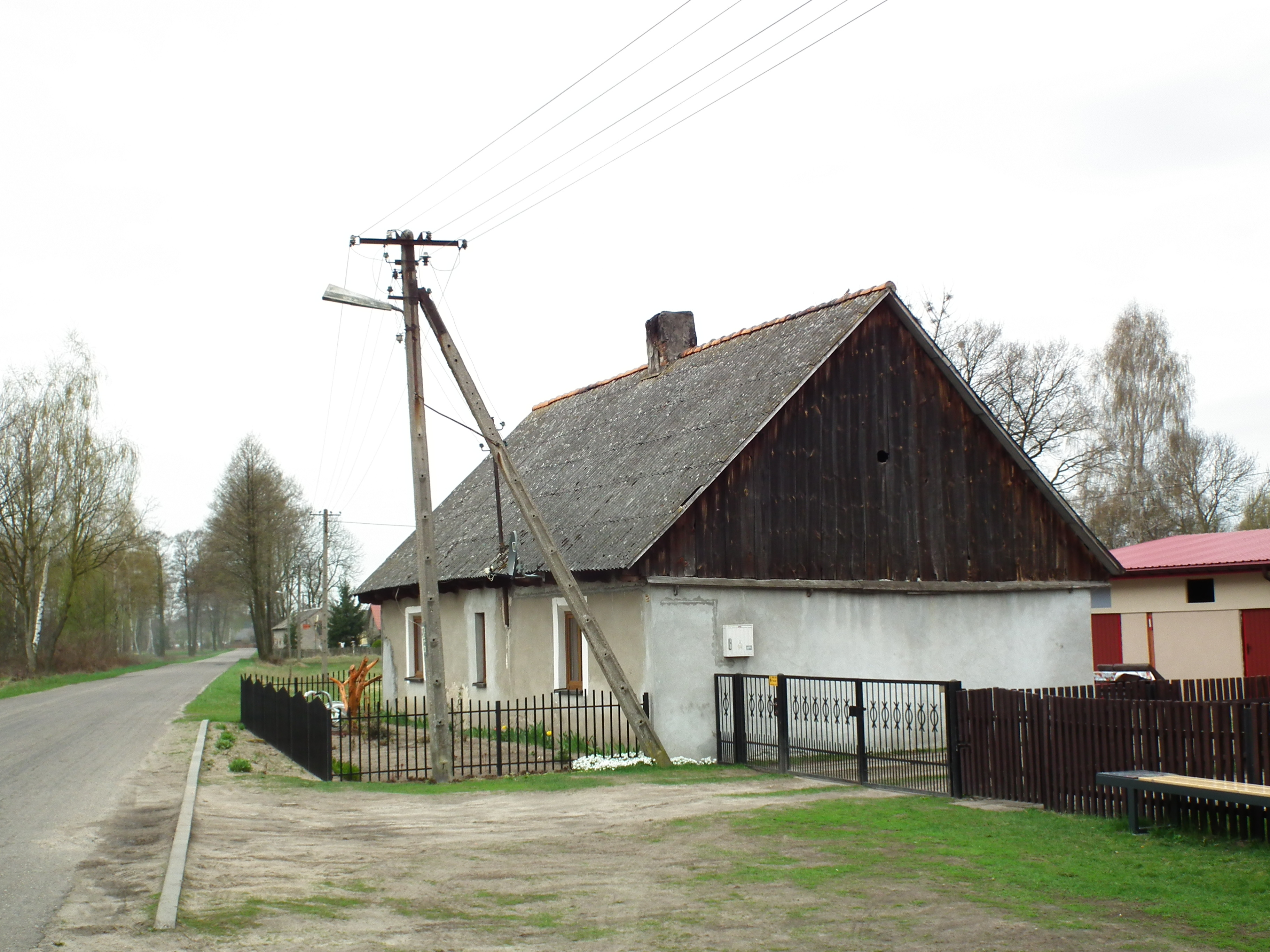
Stara chałupa